# Худжаї-Чархі
Худжаї-Чархі (тадж. Хӯҷаи Чархӣ) — село у складі Хатлонської області Таджикистану. Входить до складу Даханського джамоату Кулобського району.
Назва означає в честь священо служителю Ходжа Чархи
Населення — 538 осіб (2017).
Худжаї-Чархі знаходиться на відстані 15 км до центру джамоата та 35 км до центру району.